# Timo Kaltio
Timo Kaltio (ibland som Timo Caltio eller Tim Caltio), född 17 augusti 1960 i Rovaniemi, död 2 september 2021 i Helsingfors, var en finsk musiker (bas, gitarr), låtskrivare och roadie. Under åttiotalet fungerade han som roadie för Hanoi Rocks och spelade under en kort tid bas i bandet 1985. Senare bodde han i London och spelade gitarr i bandet Void. Han har också arbetat med Guns N' Roses och Cherry Bombz.

## Biografi

### 1980-talet: Hanoi Rocks & co
Kaltio började sin musikerkarriär 1983 i new age-bandet Problems? tillsammans med bl.a. Tumppi Varonen. Här spelade han ett år och medverkade på två singlar. Han fungerade som en trogen roadie för glamrockbandet Hanoi Rocks under åttiotalet ända tills den kortvariga basisten René Berg blev sparkad 1985. Då spelade han bas på några konserter ända tills bandet splittrades samma år. Han hann aldrig medverka på några inspelningar.
Däremot var han med och grundade bandet Cherry Bombz tillsammans med de gamla Hanoi Rocks-kufarna Andy McCoy, Nasty Suicide och Terry Chimes. De tog med sig den kvinnliga sångerskan Anita Chellemah. Han spelade in EP:n Hot Girls In Love med bandet, men hann bytas ut mot Dave Tregunna innan Cherry Bombz spelade in liveskivan Coming Down Slow på Marquee Club i London.
Han flyttade till USA där han spelade med bl.a. Michael Monroe, Johnny Thunders och superbandet Stronzo (med medlemmar ur Jetboy, Black Crowes, Lenny Kravitz band, Burning Tree och Hanoi Rocks). Stronzo spelade mest punk- och heavycovers. 

### Cheap & Nasty, GNR
Nästa stora projekt var gitarr i Cheap & Nasty med Hanoi Rocks-gitarristen Nasty Suicide. Cheap & Nasty turnerade flitigt och spelade in två skivor (Beautiful Disaster 1991 och Cool Talk Injection 1994). Andra medlemmar i bandet var Les Riggs på trummor och Alvin Gibbs på bas. Kaltio skrev också en del av låtarna. I början av nittiotalet hände också en lustig historia då Kaltio satt hemma hos sin kompis Izzy Stradlin (Guns N’ Roses) i Los Angeles. Izzy höll på att komponera låten Right Next Door To Hell, men hade problem med refrängen. Han gick till ett annat rum för att byta kläder och Kaltio plockade upp gitarren för att spela en melodi han haft på hjärnan en längre tid. Izzy kom tillbaks och de gick ut. Några dagar senare träffades de igen och Izzy sa:
”Jag hittade en melodi på min bandspelare och jag förstår att det är du som spelat in den. Kan jag få använda den? Den passar perfekt till refrängen på Right Next Door To Hell!”
Så Kaltio medverkade som låtskrivare på Guns N’ Roses skiva Use Your Illusion I. Han var nöjd med att bli listad som låtskrivare även officiellt, eftersom pengarna han fick för den ena låten räckte till för att köpa en lägenhet i London. 
I London har han arbetat med bland annat Steve Hyena och Casino Steel. Senare spelade han gitarr i bandet Void tillsammans med sina gamla kompisar Dave Tregunna på bas, Les Riggs på trummor och Keith Sparrow på sång.

## Band
- Problems?
- Hanoi Rocks
- Cherry Bombz
- Stronzo
- Cheap & Nasty
- Void

## Diskografi (album)
- Beautiful Disaster (Cheap & Nasty, 1991)
- Cool Talk Injection (Cheap & Nasty, 1994)
- Casino Steel (Casino Steel, ?)